# Diên Hòa
Diên Hòa là một xã thuộc huyện Diên Khánh, tỉnh Khánh Hòa, Việt Nam.
Xã Diên Hòa có diện tích 7,08 km², dân số năm 1999 là 4.426 người, mật độ dân số đạt 625 người/km².